# Colanta
Colanta (Cooperativa de Lácteos de Antioquia) es una cooperativa colombiana fabricante de productos alimenticios que incluye lácteos, refrescos, embutidos, y cereales.                    Esta empresa exporta a Canadá, Curazao, Estados Unidos, Guatemala, San Martín y Venezuela.

## Historia
El médico caucano, Rafael Cerón Escobar, citó a varios campesinos en el quiosco de la fría población de Donmatías en Antioquia el 24 de junio de 1964, allí propuso la idea de crear una cooperativa lechera que aún no existía en el país. A la reunión asistieron 26 campesinos, entonces se formó un comité bautizado como "Cooperativa Lechera de Donmatías". La cooperativa inició localmente, pero pronto se fue extendiendo a otros municipios; la afiliación de cada uno de los socios costaba 10 pesos, tuvo muchas dificultades, malos gerentes y falta de apoyo institucional estando al borde de la quiebra. Luego hubo aportes del gobierno nacional y entonces despegó la cooperativa como tal. Cuando la empresa privada se interesó en Colanta, entró Jenaro Pérez Gutiérrez, médico veterinario, con especialización en Inglaterra y exsecretario de agricultura de Antioquia. Fue Dr.  Pérez quien definitivamente dio estabilidad y proyección a la procesadora de leche.
El artífice de esta empresa, Rafael Cerón Escobar, fue catalogado como uno de los 100 empresarios más importantes de Antioquia del siglo XX, hizo parte del concejo de administración de Colanta hasta el día de su muerte en Donmatías.
Algunos de los pioneros de la empresa fueron: Pacho Roldán Mejía, Ignacio Builes, Enrique Giraldo, Rafael Giraldo, Alfonso Barreneche, Emilio Alzate y Arturo Correa Yépez.
La empresa ha recibido varios reconocimientos a nivel nacional e internacional por su desempeño y por la calidad de sus productos y está posicionada como la cooperativa lechera más grande de Colombia y una de las más importantes de América.